# Raorchestes munnarensis
Espèce
Synonymes
- Philautus munnarensis Biju & Bossuyt, 2009
- Pseudophilautus munnarensis (Biju & Bossuyt, 2009)

Statut de conservation UICN

 CR B1ab(iii) : 
En danger critique
Raorchestes munnarensis est une espèce d'amphibiens de la famille des Rhacophoridae.

## Répartition
Cette espèce est endémique du district d'Idukki dans le Kerala en Inde. Elle se rencontre vers 1 500 m d'altitude dans les Ghâts occidentaux,.

## Étymologie
Son nom d'espèce, composé de munnar et du suffixe latin -ensis, « qui vit dans, qui habite », lui a été donné en référence au lieu de sa découverte, Munnar dans le tehsil de Devikulam.

## Publication originale
- Biju & Bossuyt, 2009 : Systematics and phylogeny of Philautus Gistel, 1848 (Anura, Rhacophoridae) in the Western Ghats of India, with descriptions of 12 new species. Zoological Journal of the Linnean Society, vol. 155, p. 374-444.